# Goh Liu Ying
Goh Liu Ying (n. 30 mai 1989, Bandaraya Melaka, Malacca, Malaysia) este o jucătoare de badminton ce a reprezentat Malaysia, medaliată olimpică. A participat la 3 ediții ale Jocurilor Olimpice (2012, 2016, 2020) în care a câștigat o medalie de argint.